# Soziales Netzwerk (Systemtheorie)
Ein Soziales Netzwerk wird in der Systemtheorie oft als System verstanden.
Die Wahrnehmung der Lebenswelt als der eines Netzwerks, das Denken in Netzwerken, ist auch ein Aspekt des Systemdenkens, das sich in den letzten Jahrzehnten in allen Bereichen als ein vorrangiges Paradigma modernen Denkens hervorgearbeitet hat. Stand hier zunächst die Komposition des Systems aus seinen Teilen, und die Feststellung der Eigenschaften der Systemteile und des Gesamtsystems im Vordergrund des Interesses, so traten doch bald die Beziehungen der Systemteile zueinander als eigenständige Dimension hervor.
Es stellte sich aber heraus, dass die Summe der Eigenschaften der Teile (die Summe der Netzwerke der Einzelakteure) nicht die Eigenschaften des Ganzen (eines Systems „Gesellschaft“) ergibt. Denn die systemischen Eigenschaften sind nicht bei einem einzelnen Systemteil vorhanden, sondern ergeben sich durch die prozesshaften Beziehungen der Teile. In der Technik vermag dies sogar eine neuartige Klasse von „Fehlern“ (von der Ingenieurwissenschaft her gesehen: von „systemischen Fehlern“) vor Augen rücken, die im Extremfall sogar das System (z. B. eine Fabrikanlage) katastrophal gefährden können (Systemzerstörung).
Inzwischen entfernt sich der systemtheoretische „Netzwerk“-Begriff von der Soziologie und nähert sich der Betriebswirtschaftslehre an. Bei näherer Betrachtung lösen sich diese Teile dann wiederum in kleinere netzwerkartig organisierte „Systeme“ auf, so dass schließlich die Zusammenhänge, Beziehungen und Prozesse als eigenständige Ebene primär in den Blick geraten.
Konkretisiert auf den (zumeist) wirtschaftlichen Bereich bedeutet der systemtheoretische Ansatz eine Abkehr von herkömmlichen, hierarchisch-dirigistisch gesetzten Organisationsstrukturen und eine Hinwendung zu Kooperation und Koordination in Netzwerken in Wirtschaft und Gesellschaft. Die vernetzt handelnden Akteure agieren im Rahmen von Organisationen, Unternehmen oder als Einzelpersonen in unterschiedlichen Netzwerken. Unternehmen und Organisationen bilden selber eigene Netzwerke und werden in größere Netzwerkstrukturen eingebunden. Von den damit verbunden diskursiven Prozessen wird (meist in der betriebswirtschaftlichen Organisationslehre) viel erwartet, werden synergetische Effekte postuliert und Innovationen in Aussicht gestellt. Auch wenn gleichzeitig die Schwierigkeiten dieser Entwicklung deutlich werden, so ist 2003 der Trend doch ungebrochen gewesen und ein Umdenken in Gang gesetzt worden, das seine Anfänge in Formen von Netzwerk-Marketing findet.

## Klassifikation
Nach Weyer können (systemische) soziale Netzwerke entsprechend den Handlungsbereichen in vier Kategorien eingeteilt werden:
- Strategische Netzwerke - Unternehmensnetzwerke
- Regionale Netzwerke
- Policy-Netzwerke
- Innovationsnetzwerke